# Arcturella
Arcturella är ett släkte av kräftdjur som beskrevs av Georg Ossian Sars 1897. Arcturella ingår i familjen Arcturidae.
Släktet innehåller bara arten Arcturella dilatata.